# Hydriomena niveifascia
Hydriomena niveifascia là một loài bướm đêm trong họ Geometridae.